# شهرستان میرجاوه
شهرستان میرجاوه یکی از شهرستان‌های استان سیستان و بلوچستان در شرق ایران است. مرکز این شهرستان، شهر میرجاوه است.
این شهرستان در تاریخ ۲۹ آذر ۱۳۹۱ از شهرستان زاهدان جدا شد و مستقل گردید.

## موقعیت جغرافیایی
شهرستان میرجاوه از شمال تا غرب با شهرستان زاهدان، از جنوب با شهرستان خاش و از شرق با مرز پاکستان همسایه است.

## تقسیمات کشوری
شهرستان میرجاوه شامل ۳ بخش، ۷ دهستان و ۳ شهر به نام‌های زیر است:

### شهرستان میرجاوه
| بخش     | مرکز بخش | جمعیت بخش ۱۳۹۵ | نام دهستان | مرکز دهستان | جمعیت دهستان ۱۳۹۵ | شهر     | جمعیت شهر ۱۳۹۵ |
| ------- | -------- | -------------- | ---------- | ----------- | ----------------- | ------- | -------------- |
| مرکزی   | میرجاوه  | ۱۳٬۱۹۵ نفر     | انده       | انده        | ۳٬۲۶۵ نفر         | میرجاوه | ۹٬۳۵۹ نفر      |
| مرکزی   | میرجاوه  | ۱۳٬۱۹۵ نفر     | حومه       | شهرک میل ۷۲ | ۵۷۱ نفر           | میرجاوه | ۹٬۳۵۹ نفر      |
| لادیز   | لادیز    | ۲۲٬۹۶۰ نفر     | تمین       | تمین        | ۸٬۵۲۴ نفر         | لادیز   | ۴۶۴ نفر        |
| لادیز   | لادیز    | ۲۲٬۹۶۰ نفر     | لادیز      | لادیز       | ۷٬۳۶۳ نفر         | لادیز   | ۴۶۴ نفر        |
| لادیز   | لادیز    | ۲۲٬۹۶۰ نفر     | جون‌آباد    | جون‌آباد     | ۶٬۴۵۵ نفر         | لادیز   | ۴۶۴ نفر        |
| ریگ ملک | ریگ ملک  | ۹٬۲۰۲ نفر      | ریگ ملک    | ریگ ملک     | ۵٬۴۹۶ نفر         | ریگ ملک | ۱٬۶۸۸ نفر      |
| ریگ ملک | ریگ ملک  | ۹٬۲۰۲ نفر      | تهلاب      | حاج گمی     | ۲٬۰۱۸ نفر         | ریگ ملک | ۱٬۶۸۸ نفر      |

## جمعیت
بر پایه سرشماری عمومی نفوس و مسکن در سال ۱۳۹۵، جمعیت شهرستان میرجاوه برابر با ۴۵٬۳۵۷ نفر بوده‌است.